# Azerbaïdjan (Iran)
Pour les articles homonymes, voir Azerbaïdjan (homonymie).
L'Azerbaïdjan, souvent appelé Azerbaïdjan iranien depuis la création de la république démocratique d'Azerbaïdjan dans le Caucase en 1918, est une région située au nord-ouest de l'Iran, qui comporte plusieurs grandes villes historiques de ce pays comme Maragha, Tabriz, Zandjan, Ardabil, Ourmia. Cette région de l'Iran est peuplée de 12 ou 15 à 30 millions d'Azéris (selon les estimations de la CIA, du gouvernement iranien dans le premier cas, et enfin des nationalistes azéris dans le second),. Ce territoire correspond aujourd'hui aux provinces (ostân-hâ en persan)  de l'Azerbaïdjan-Oriental, de l'Azerbaïdjan-Occidental, d'Ardabil et de Zandjan ainsi que d'une partie des provinces de Hamadân et Qazvin.

## Appellation et étymologie
Le toponyme « Azerbaïdjan » appartient historiquement à cette région,,,. La république démocratique d'Azerbaïdjan (actuelle république d'Azerbaïdjan), dans le Caucase, s'est approprié ce nom lors de sa fondation en 1918 (voir l'article « Débat autour du nom de l'Azerbaïdjan »).
La région d'Azerbaïdjan est située à l'emplacement de l'Atropatène antique. Son nom dérive du nom de l'Atropatène en vieux perse, Ātṛpātakāna (devenu Ādurbādagān en moyen perse), signifiant « la région d'Atropatès » (en vieux perse : *Ātṛpāta).

## Géographie
L'Azerbaïdjan borde la mer Caspienne à l'est. Il renferme également le plus grand lac d'Iran : le lac d'Ourmia.

## Histoire

Urartu vers 700 avant notre ère.

Durant l'âge du fer, la partie occidentale de l'Azerbaïdjan actuel était peuplée d'Urartiens.
Mannaea était un ancien royaume situé dans le nord-ouest de l'Iran, au sud du lac d'Ourmia, vers les Xe-VIIe siècles avant notre ère.
Matiene devint une satrapie de l'Empire mède jusqu'à la conquête perse, quand, avec les tribus des Saspires et des Alaradiens (restes des Urartiens), elle devint une partie de la XVIIIe satrapie de l'Empire achéménide.

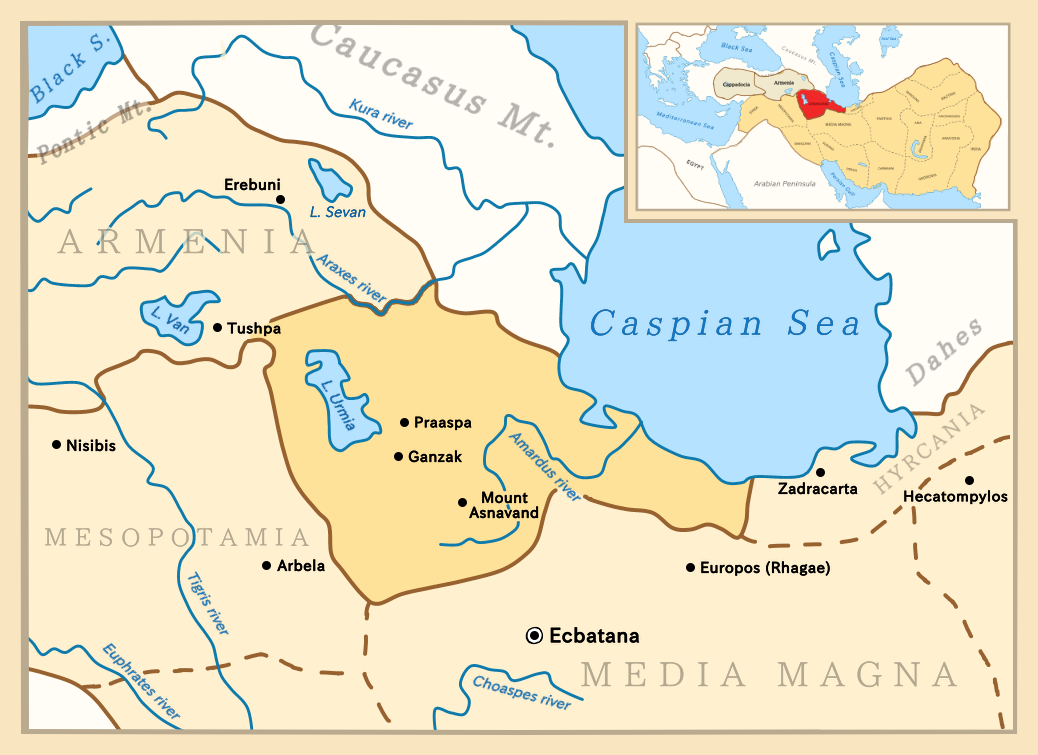
Ātṛpātakāna

L'Ātṛpātakāna (nom vieux-perse ; dans les sources grecques anciennes : Ἀτροπατηνή Atropatēnḗ) fut fondée vers 323 avant notre ère par *Ātṛpāta (dans les sources grecques anciennes : Ἀτροπάτης Atropátēs), un noble perse qui avait servi Darius III puis Alexandre le Grand. L'Ātṛpātakāna exista en tant que royaume indépendant.
Entre la période séleucide et la période sassanide, la partie nord-ouest de la région a fait partie du royaume historique de l'Arménie (province de Persarménie).
En 226 de notre ère, l'Ādurbādagān (nom moyen-perse) se soumit au premier empereur sassanide, Ardachir Ier.
En 643, le second calife, Omar, ordonna l'invasion de l'Azerbaïdjan, qui fut incorporé dans le Califat bien guidé.
L'Azerbaïdjan fut gouverné par les Abbassides, les Sajides, les Sallarides puis les Rawwadides.
À l'époque seldjoukide, le turc azerbaïdjanais apparut dans la région. Au fil des siècles, il remplacerait progressivement l'ancienne langue azérie (qui appartenait à la famille des langues iraniennes).
Le khagan mongol Ögedeï conquit Maragha en 1231. L'Azerbaïdjan fut ensuite gouverné par les Houlagouïdes, les Timourides, les Qara Qoyounlous puis les Aq Qoyounlous.
Les Séfévides conquirent l'Iran depuis l'Azerbaïdjan et firent de Tabriz la première capitale de leur empire.

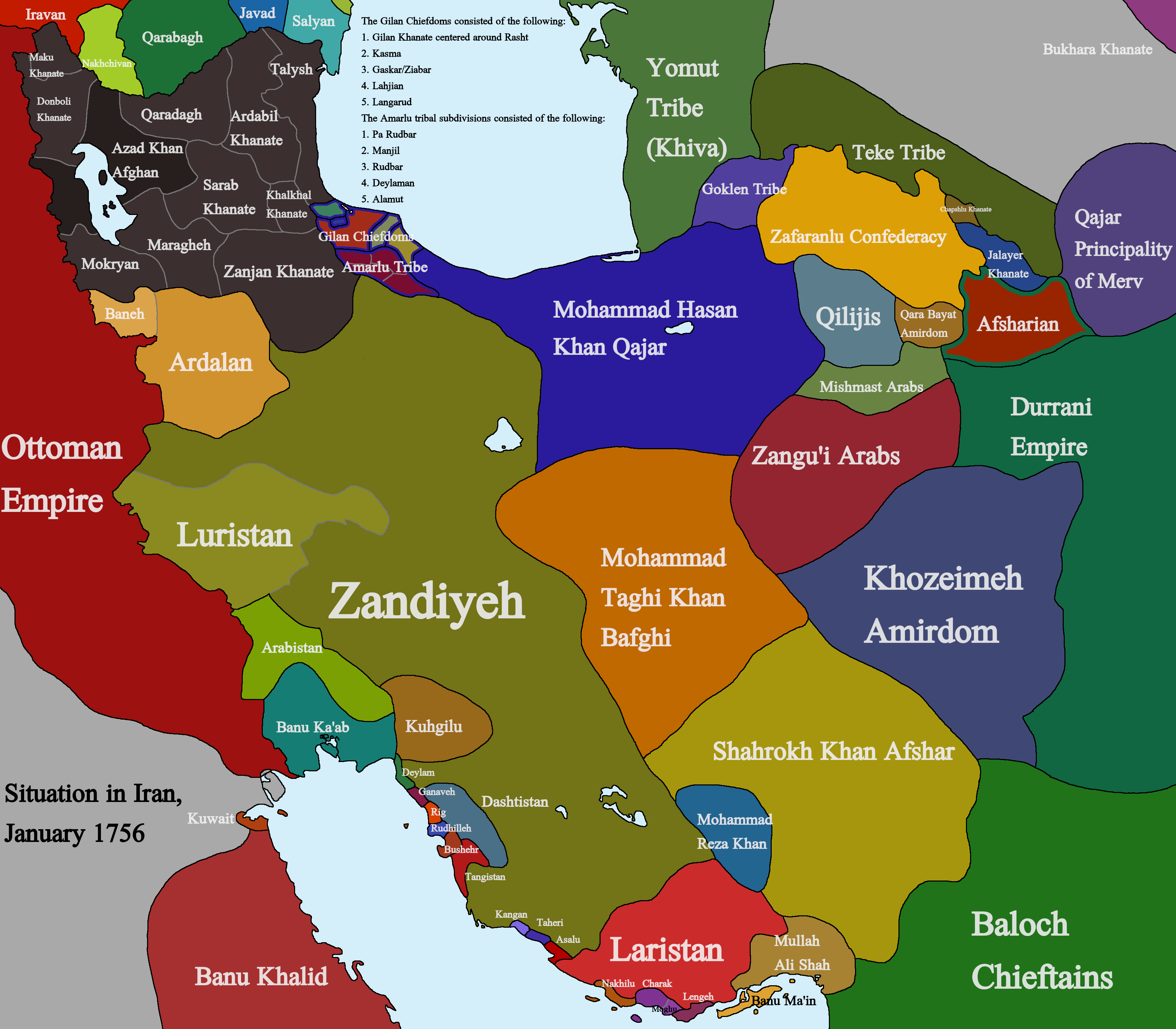
Les khanats d'Azerbaïdjan (en marron) en Iran en 1756.

Après la mort de Nader Chah (de la dynastie afcharide) en 1747, l'Azerbaïdjan fut fragmenté en khanats. Les Qadjars en démantelèrent certains au XIXe siècle.
L'armée impériale russe occupa ce territoire en 1909, puis entre 1912 et 1914. Pendant la Première Guerre mondiale, la Russie occupa de nouveau l'Azerbaïdjan entre 1915 et 1918, tandis que les Ottomans l'occupèrent entre 1914 et 1915 et entre 1918 et 1919. Les armées de l'URSS occupèrent ensuite l'Azerbaïdjan entre 1920 et 1921.
Reza Chah Pahlavi démantela les derniers khanats. En 1937, sous Reza Chah Pahlavi, l'Azerbaïdjan fut rebaptisé Ostân-e Shomâl-e Gharb (la province du Nord-Ouest). Peu de temps après, il divisa la région en une partie orientale et une partie occidentale qui furent rebaptisées Ostân-e Sevom (la Troisième Province) et Ostân-e Tchahârom (la Quatrième Province) respectivement.
Les soviétiques occupèrent de nouveau l'Azerbaïdjan en 1941, en créant une petite république autonome entre novembre 1945 et 1946, durant la crise irano-soviétique.
En 1961, la Troisième Province fut rebaptisée Azerbaïdjan oriental et la Quatrième Province fut rebaptisée Azerbaïdjan occidental. En 1993, la province d'Ardabil fut séparée de l'Azerbaïdjan oriental.